# Замок Гаєрсберг
Замок Ґаєрсберґ (нім. Burg Geiersberg) — наскельний замок, розташований на північ від міста Фрізах у землі Каринтія (Австрія). Скеля з трьох сторін має стрімкі схили і лише з заходу йде сідловина Кревенце (нім. Krewenze), що веде до замку.

## Історія
Замок було закладено близько 1130 року в часи правління архієпископа Зальцбурга Конрада І. Шестиярусний донжон замку був важливою частиною передміських фортифікацій міста. З ХІІІ ст. у замку перебували довірені представники (нім. Vizedom) архієпископів. У XIV ст. замок модернізували, звели зовнішню лінію фортифікацій. Після пожежі 1690 року архієпискоа Йоганн Ернст передав замок Йоганну Андре Ауеру з умовою проведення ремонту. Замок переходив з рук до рук і на 1750 рік був непридатним для проживання.
У 1912 замок реставрували у стилі історизму, звівши на мурах нижніх ярусів ХІІІ ст. заново житлове крило, перебудоване у 1935 році Гельмаром Темайером (нім. Helmar Temajer). Замкова каплиця Св. Анни була перебудована з трьохстінної вежі і зберегла вівтар (1670) та фрески XVI ст. Зруйновану частину мурів форбурга у 1970 році відбудували. Замок перебуває у приватній власності і закритий для відвідування.